# Michael Friedrich Lederer
Michael Friedrich Lederer (* 2. Mai 1639 in Wittenberg; † 10. Oktober 1674 ebenda) war ein deutscher Rechtswissenschaftler.

## Leben
Lederer war der Sohn des Michael Lederer († 16. Februar 1669 in Wittenberg) und der Maria Magdalena Taubmann, die Tochter des Friedrich Taubmann. Sein Vater war Assessor an der Juristenfakultät der Wittenberger Hochschule, Advokat am sächsischen Hofgericht und 1650 Bürgermeister von Wittenberg. Nachdem Michael Friedrich am 28. Dezember 1650 bereits in den Matrikeln der Wittenberger Hochschule deponiert worden war, absolvierte er in Wittenberg ein Studium der Rechte. Damals unterrichteten hier an der Juristenfakultät Kaspar Ziegler, Christian Klengel, Gottfried Suevus, Wilhelm Leyser und Joachim Nerger.
Nachdem er verschiedene Abhandlungen verteidigt hatte, erwarb er sich am 19. März 1662 das Lizentiat der Rechte und beteiligte sich danach als Dozent an der Wittenberger Hochschule am Lehrbetrieb desselben. Am 2. Mai 1665 promovierte er zum Doktor der Rechte und wurde am 5. September 1665 Professor der Instituten. In dieser Eigenschaft beteiligte er sich auch an den organisatorischen Aufgaben der Hochschule. So war er Dekan der juristischen Fakultät und im Sommersemester 1671 Rektor der Alma Mater.

## Werke (Auswahl)
- Disp. de evictionibus. Wittenberg 1658.[5]
- De iuribus maiestatis, agens de iure erigendi academias. Wittenberg 1661 (books.google.de).
- De ultimo juris et justitiae. Wittenberg 1662.
- Jus bestiale. Wittenberg 1663 (books.google.de).
- Disp. de Testamentis. Wittenberg 1664.
- De jure assecurationum. Wittenberg 1667 (books.google.de).
- De jure Belli Privati, Libri Duo. 1668 (books.google.de).
- Disp. de jure cursuum publicorum. Wittenberg 1669 (books.google.de).
- De interesse, ad L. un. C. de sent. quae pro eo quod interest &c. Wittenberg 1669 (books.google.de).
- Disp. fructibus. Wittenberg 1671 (uni-halle.de).
- De Monopoliis & Occasione hac ad L. Unic. Cod. eod. Tit.. Wittenberg 1672 (.uni-halle.de).
- De iure patronatus. Wittenberg 1673 (books.google.de).